# Чемпионат Европы по плаванию в ластах 1991
14-й чемпионат Европы по плаванию в ластах прошёл в шведском городе Гётеборг с 6 по 12 августа 1991 года.

## Медалисты

### Мужчины
| Дисциплина         | Золото                                                                              | Золото   | Серебро                       | Серебро  | Бронза                        | Бронза   |
| ------------------ | ----------------------------------------------------------------------------------- | -------- | ----------------------------- | -------- | ----------------------------- | -------- |
| 50 м, ныряние      | Олег Ананьев · СССР                                                                 | 15.72    | Анатолий Натэй-Голенко · СССР | 15.97    | А. Пальве · Финляндия         | 16.35    |
| 100 м, в ластах    | Сергей Ахапов · СССР                                                                | 37.13    | Константин Кудряев · СССР     | 37.59    | Давид Ланди · Италия          | 39.40    |
| 200 м, в ластах    | Константин Кудряев · СССР                                                           | 1:23.86  | Сергей Ахапов · СССР          | 1:27.05  | Дирк Крафт ФРГ                | 1:29.90  |
| 400 м, в ластах    | Константин Кудряев · СССР                                                           | 3:05.07  | Константин Аксёнов · СССР     | 3:12.19  | А. Молино · Италия            | 3:13.62  |
| 800 м, в ластах    | Сергей Ахапов · СССР                                                                | 6:42.86  | Константин Аксёнов · СССР     | 6:43.99  | А. Молино · Италия            | 6:47.33  |
| 1500 м, в ластах   | Михаил Яковлев · СССР                                                               | 12:48.70 | Константин Аксёнов · СССР     | 12:51.81 | Бо Якобсен · Дания            | 13:15.94 |
| 100 м, в акваланге | Олег Ананьев · СССР                                                                 | 35.16    | А. Пальве · Финляндия         | 35.82    | Анатолий Натэй-Голенко · СССР | 35.89    |
| 400 м, в акваланге | Бо Якобсен · Дания                                                                  | 2:54.37  | Алексей Миронов · СССР        | 2:55.19  | Михаил Яковлев · СССР         | 3:02.77  |
| 800 м, в акваланге | Бо Якобсен · Дания                                                                  | 6:11.74  | Алексей Миронов · СССР        | 6:12.43  | Александр Зубрич · СССР       | 6:12.43  |
| эстафета 4×100 м   | Олег Ананьев · Анатолий Натэй-Голенко · Сергей Ахапов · Константин Кудряев · СССР   | 2:30.50  |                               |          |                               |          |
| эстафета 4×200 м   | Анатолий Натэй-Голенко · Михаил Яковлев · Сергей Ахапов · Константин Кудряев · СССР | 5:48.16  |                               |          |                               |          |

### Женщины
| Дисциплина          | Золото                                                                       | Золото   | Серебро                                                  | Серебро  | Бронза                     | Бронза   |
| ------------------- | ---------------------------------------------------------------------------- | -------- | -------------------------------------------------------- | -------- | -------------------------- | -------- |
| 50 м, ныряние       | Лариса Бутенко · СССР                                                        | 17.89    | Светлана Фролова · СССР                                  | 18.70    | Е. Бакоши · Венгрия        | 19.52    |
| 100 м, в ластах     | Лариса Бутенко · СССР                                                        | 43.19    | Ирина Егорушкина · СССР                                  | 43.87    | Симона Нанни · Италия      | 45.10    |
| 200 м, в ластах     | Ева Фабо · Венгрия                                                           | 1:38.32  | Симона Нанни · Италия                                    | 1:38.32  | Ольга Моисеева · СССР      | 1:38.33  |
| 400 м, в ластах     | Ева Фабо · Венгрия                                                           | 3:27.88  | Кристина Нурк · СССР                                     | 3:31.01  | Мириам Вилетт · Франция    | 3:32.34  |
| 800 м, в ластах     | Ева Фабо · Венгрия                                                           | 7:17.04  | Оксана Служина · СССР                                    | 7:17.65  | Мириам Вилетт · Франция    | 7:25.62  |
| 1500 м, в ластах    | Мириам Вилетт · Франция                                                      | 14:00.61 | Оксана Служина · СССР                                    | 14:04.13 | Жужа Чик · Венгрия         | 14:15.47 |
| 100 м, с аквалангом | Лариса Бутенко · СССР                                                        | 40.88    | Светлана Фролова · СССР                                  | 41.81    | Г. Гори · Италия           | 43.18    |
| 400 м, с аквалангом | Наталья Дячкина · СССР                                                       | 3:19.49  | Светлана Фролова · СССР                                  | 3:30.01  | Эльжбета Краковяк · Польша | 3:33.86  |
| 800 м, с аквалангом | Наталья Дячкина · СССР                                                       | 7:02.35  | Светлана Фролова · СССР                                  | 7:17.46  | Эльжбета Краковяк · Польша | 7:26.35  |
| эстафета 4×100 м    | Ирина Егорушкина · Ольга Моисеева · Светлана Фролова · Лариса Бутенко · СССР | 2:54.07  | Е. Бакоши · Б. Бомиш · Жужа Чик · Ева Фабо · Венгрия     | 3:05.99  |                            |          |
| эстафета 4×200 м    | Ирина Егорушкина · Кристина Нурк · Лариса Бутенко · Ольга Моисеева · СССР    | 6:35.84  | Жужа Чик · Т. Петофальви · Б. Бомиш · Ева Фабо · Венгрия | 6:50.57  |                            |          |